# ロバート・グロステスト

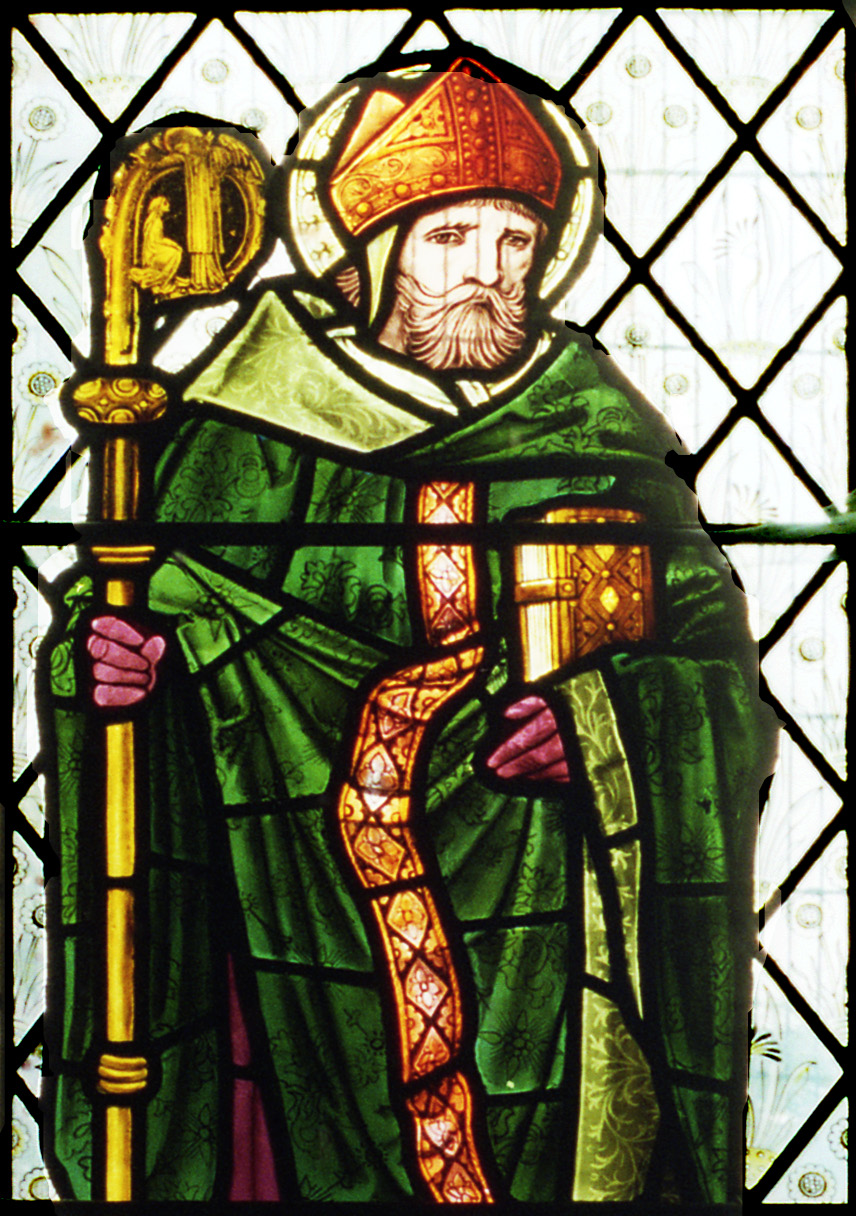
ロバート・グロステスト（とあるチャペルにある、1896年制作のステンドグラス）

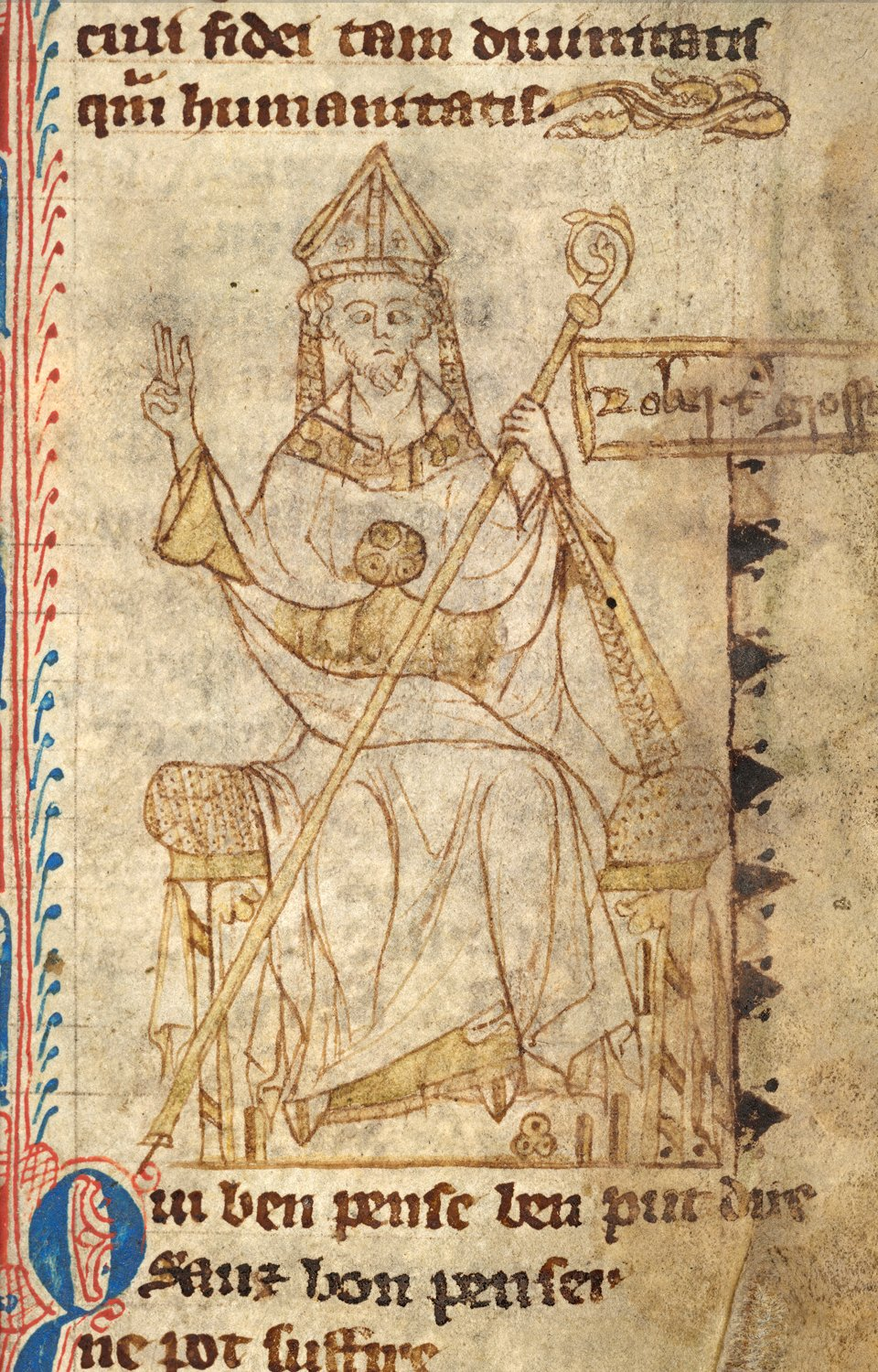
ロバート・グロステスト（13世紀の書物に描かれたもの）

ロバート・グロステスト（Robert Grosseteste, 1175年? - 1253年10月9日）は、イングランド出身の神学者、科学者で司教。オックスフォード大学における科学的思考スタイルの基礎を築き、ロジャー・ベーコンらに大きな影響を与えた。「イギリスの学問的伝統の基礎を築いた」（A.C.クロンビー）といわれる。

## 生涯
グロステストはサフォーク近郊で生まれた。グロステストが受けた教育内容に関しては直接的な証拠はわずかしか残っていない。どうやら、ヘレフォードの司教のウィリアム・デ・ヴェレのつてやGiraldus Cambrensisからの勧めもあって、1190年代はヘレフォードの地でリベラル・アーツの訓練を受けたようである。かなり確かなことと言えば、1192年までにグロステストが「master」になっていたことであるが、これとて、「master」というのが何らかの専門コースを完了したことを意味するのかどうかはっきりしない。ヘレフォード司教デ・ヴェレのもとでの職を求めたようだが、司教は死んでしまい、一旦はグロステストに関しては歴史的記述・記録が一切無くなる。その後、13世紀初頭になって、再び記述が現れ、それはヘレフォードの訴訟代理人としてのものであるが、そこでは具体的な住所や学問を続けていたのかどうかについては不明である。
1225年まで、リンカーン教区のAbbotsleyのもとで助祭の仕事（教会関係の仕事）をするかわりにお金をもらい生計を立てた。この時期のグロステストの学問・学業に関しては、2つの説があり、ひとつはオックスフォード大で神学を教え始めた、とする説であるが、もうひとつは、近年の説で、上記の教会関係の仕事で得たお金で、フランスのパリで神学の勉強をした、というものである。（当時のヨーロッパ最高の学府はパリ大学であった。）
オックスフォードに1224年に設立されたフランシスコ会の修道院のメンバーらに対して神学を教える講師の役もしていたようであるが、ともあれ、グロステストが1229-30年にはオックスフォード大で教鞭をとっていたということに関する確かな証拠があり、1235年までこの職についていた。
1224年ごろオックスフォード大学の総長となった、とするような説明もあるが、これは13世紀末につくられた逸話で、本当は「magister scholarium」になった、という話で、つまり「学生総代」になった、ということのようである。
グロステストはラテン語聖書の専門家として、大学神学のカリキュラムに沿ってフランシスコ会会員らに対するトレーニングを行ったのであり、『詩篇』『パウロ書簡』『創世記』を教えた。また『イザヤ書』『ダニエル書』『シラ書』も教えた可能性がある。
フランシスコ会会員のロジャー・ベーコンはグロステストの弟子の中で最も有名な人物であり、ベーコンはグロステストのおかげで科学的方法に興味を持つことになったという。 やがてグロステストはチェスター、ノーザンプトン、ライチェスター司教座の助祭職についた。
1232年、大病を患ったあとでリンカーンの司教座聖堂参事会以外の聖職禄をすべて辞退し、観想生活に入ることを決意した。しかし、教会が彼を必要としたため1235年にリンカンの司教に任命された。司教として彼が取り組んだのは自らの司教区における聖職者の風紀刷新と改革であった。ありがちなことだが、この改革運動はさまざまな論議を呼び、司教区内の巡察をめぐって自らの司教座聖堂参事会員たちとももめることになった。1239年から1245年にかけてグロステストの改革運動は大きな論議となり、時には支持者たちの間でもグロステストのやりすぎを懸念する声が出ていたが、グロステストは1245年にリヨンにいた教皇の支持を取り付けることに成功した。
教会政治の分野において、グロステストは改革派であり、司教団の自立性を重んじていた。やがて改革の熱意はイングランド宮廷における聖職者の位置づけという問題にかかわっていくことになり、ヘンリー3世から叱責を受けることになる。この問題は継承者エドワード1世の時代に国家よりの判定が下されて決着することになる。グロステストがヒエラルキー理論へかけた情熱は、王と参事会との協調を目指したことで証されている。グロステストは王に対しては司教の特権を主張し、参事会に対してはローマ教皇の意図を無視できないことを主張した。この時代から地域の教会とローマとの関係が論議を呼ぶことになってゆく。
1238年、グロステストは王に対して使節を殺害しようとした容疑で投獄されていたオックスフォードの聖職者の解放を求めた。グロステストは教皇と王の狭間にあって粘り強く活動を続け、大司教エドマンド・リッチの没後は王政庁（Curia Regis）において聖職者会議の代表をつとめている。1244年には補助金問題討議のための委員会に任命され、補助金問題を却下して貴族と聖職者の離間を狙った王の政策を挫折させた。
しかし、このイングランドにおける聖職者団の自立への動きは、すぐに教皇と王の共同行動へつながった。1250年以降、グロステストはインノケンティウス4世が神聖ローマ帝国との争いのために必要になる経費を稼ぎ出すために打ち出した政策を公然と批判、実際にローマに赴いて教皇と枢機卿団に直訴するまでになった。結局、これも功を奏しなかったが、枢機卿たちはグロステストの影響力の大きさを恐れた。
この失敗によって、グロステストは司教の辞任も考えたが、気を取り直して運動を続けることを決意した。やがて1251年には、教皇が聖職者たちに対して、十字軍派遣のため十分の一税を王に差し出すようにという命令を出したことに抗議、イングランドの聖職者の叙任権がローマに握られていることの問題点を人々に訴えた。自らの司教区が教皇の甥に委譲されるという決定がなされると、グロステストは教皇ではなく、教皇の顧問団に対して拒否と忠告の手紙を書き送った。
グロステストはフランシスコ会の仲間たちを通して、シモン・ド・モンフォールの知己を得た。モンフォール伯はグロステストの政治に関するパンフレットを読んでいたため、グロステストに共感し、教会改革への協力を申し出た。1239年以降、2人の友誼は続き、王と伯の和解において仲介の労をとっている。だが、モンフォール伯の政治思想がグロステストの生前に固まっていたことや、グロステスト自身が一般政治にかかわろうとしていたというのは考えにくい。グロステストはヘンリー3世の失政と無節操な教皇との協調が、イングランドの聖職者の堕落と奢侈を招いたと考えていたため、グロステストを護憲論者というのには少し無理がある。

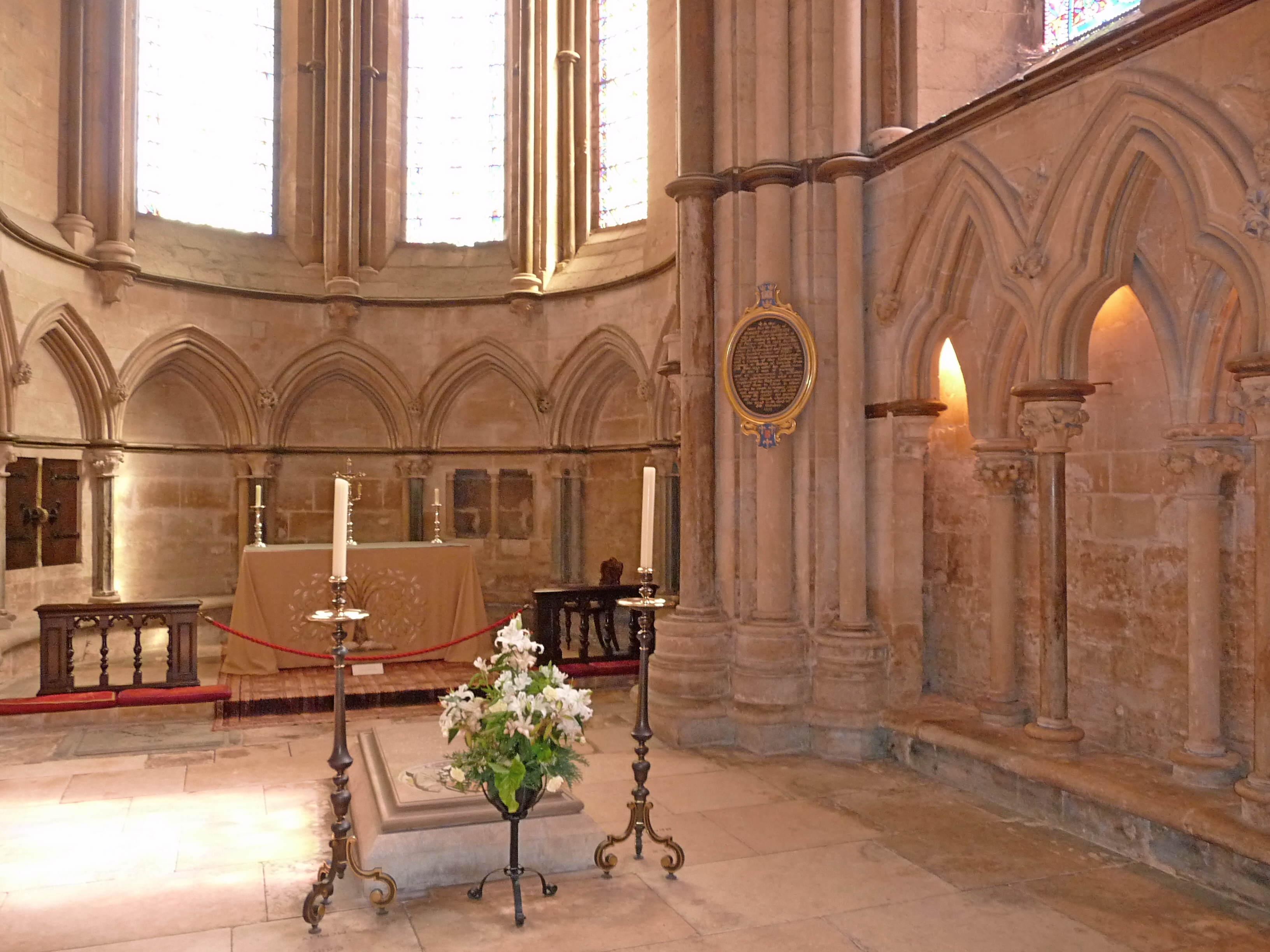
リンカン大聖堂内にあるグロステストの墓

グロステストは1253年10月9日に死去した。すでに70から80代という高齢であった。彼は司教になった時にはすでに高齢で十分な名声を得ていた。グロステストは教会政治家としても学者としても熱意に燃えた一流の人物であったが、後世の歴史家たちはグロステストの政治家として側面ばかり強調して学問的な業績は軽視する傾向にある。グロステストは間違いなくイングランドにおける最初の近代的な思想家、科学者であり、ロジャー・ベーコンの先進性を生み出す土壌となったといえよう。また、オックスフォード大学とイギリスの学術界の地位はグロステストによって高められ、現代にまで脈々とその伝統を受け継いでいる。